# Aeonium undulatum

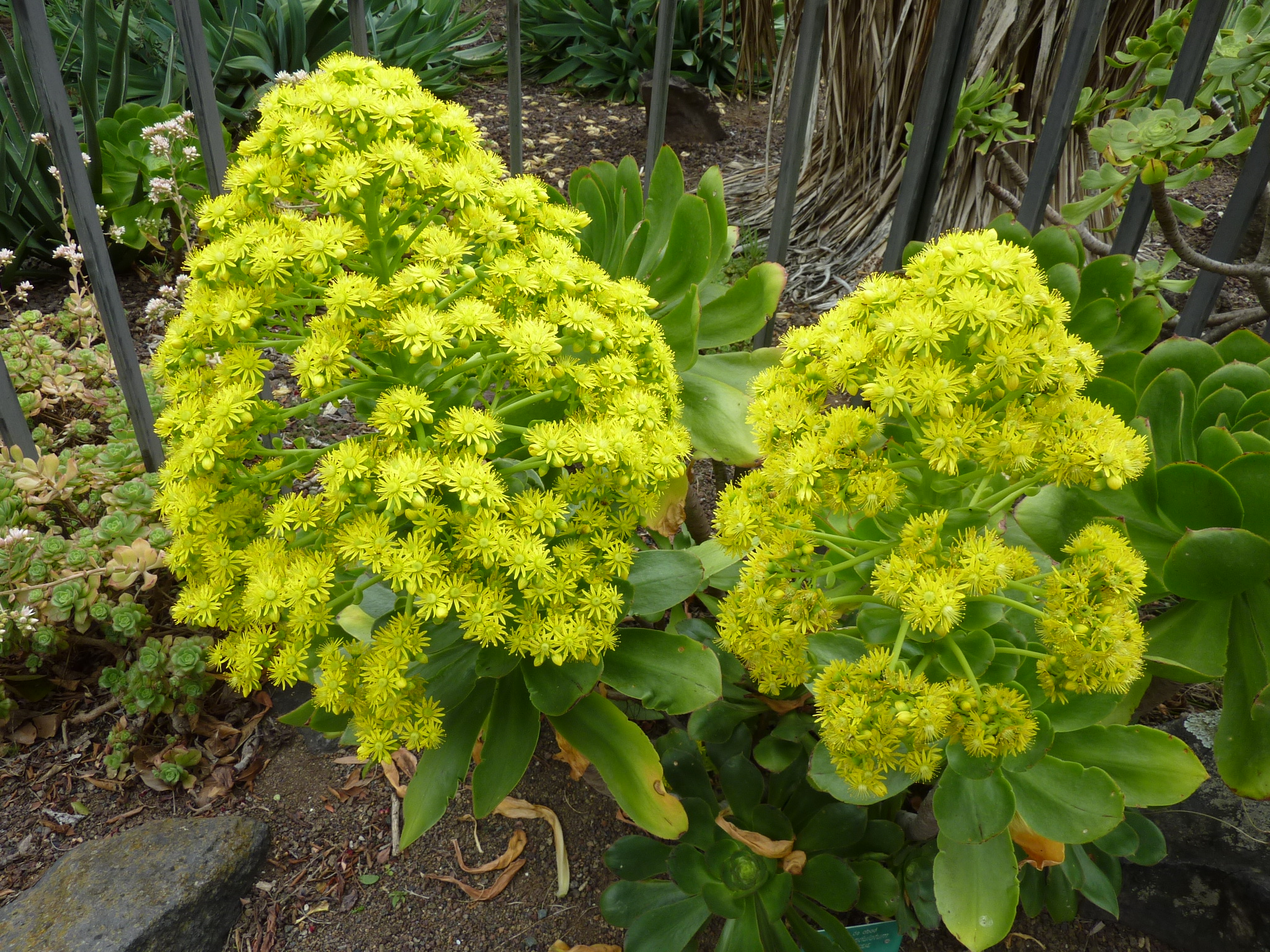
Blütenstand

Aeonium undulatum ist eine Pflanzenart aus der Gattung Aeonium in der Familie der Dickblattgewächse (Crassulaceae).

## Beschreibung

### Vegetative Merkmale
Aeonium undulatum wächst als mehrjähriger, nicht oder von der Basis aus wenig verzweigter, häufig monokarper Halbstrauch und erreicht Wuchshöhen von bis zu 2,5 Meter. Die glatten, kahlen, mehr oder weniger aufrechten Triebe weisen einen Durchmesser von 10 bis 30 Millimeter auf. Ihre in der Mitte abgeflachten Rosetten erreichen einen Durchmesser von 10 bis 30 Zentimeter. Die verkehrt lanzettlich-spateligen oder länglich spateligen, dunkelgrünen, fast kahlen Laubblätter sind 6 bis 18 Zentimeter lang, 3 bis 5 Zentimeter breit und 0,15 bis 0,3 Zentimeter dick. Zur Spitze hin sind sie zugespitzt und tragen ein aufgesetztes Spitzchen. Die Basis ist keilförmig. Der Blattrand ist mit gebogenen Wimpern besetzt, die 0,5 bis 2 Millimeter lang sind. Die Blätter sind häufig entlang des Randes und nahe der Spitze rötlich variegat.

### Generative Merkmale
Der Blütenstand weist eine Länge von 12 bis 50 Zentimeter und eine Breite von 12 bis 40 Zentimeter auf. Der Blütenstandsstiel ist 5 bis 20 Zentimeter lang. Die neun- bis zwölfzähligen Blüten stehen an einem 1 bis 8 Millimeter langen, kahlem Blütenstiel. Ihre Kelchblätter sind kahl. Die gelben, lanzettlichen, gestutzten Kronblätter sind 6 bis 8 Millimeter lang und 1,2 bis 1,5 Millimeter breit. Die Staubfäden sind kahl.
Die Blütezeit ist April bis Mai.

### Chromosomenzahl
Die Chromosomenzahl beträgt 2n = 72.

## Systematik und Verbreitung
Aeonium undulatum ist auf Gran Canaria in Höhen von 300 bis 1500 Metern verbreitet.
Die Erstbeschreibung durch Philip Barker Webb und Sabin Berthelot wurde 1841 veröffentlicht. Ein nomenklatorisches Synonym ist Sempervivum undulatum (Webb & Berthel.) Webb ex Christ (1888).

## Nachweise